# General der Flakartillerie

grade de General der Flakartillerie

Le grade de General der Flakartillerie en français : « général de l'artillerie antiaérienne » est un grade d’officier général de la Luftwaffe, l'Armée de l'air allemande du Troisième Reich, qui est équivalent à celui de général de corps aérien en France.

## Historique
Le grade de General der Flakartillerie est utilisé depuis 1935. Il se situe entre le grade de Generalleutnant et celui de Generaloberst dans la Luftwaffe. Il correspond au grade de général de corps aérien de l'armée française. En 1935, la Wehrmacht introduisit de nouveaux grades à côté des anciens: General der Nachschubtruppe (approvisionnement), General der Gebirgstruppen (troupes de montagne), General der Fallschirmtruppen (troupes parachutistes).

## Correspondance dans les autres armes (de la Heer ou de la Luftwaffe)

### Heer (armée de terre)
- General der Infanterie pour l'infanterie
- General der Kavallerie pour la cavalerie
- General der Artillerie pour l'artillerie
- General der Panzertruppe pour les troupes blindées (de) (1935-1945)
- General der Pioniere pour le génie (1938-1945)
- General der Gebirgstruppe pour les troupes de montagne (de) (1940-1945)
- General der Nachrichtentruppe pour les services des transmissions (1940-1945)

### Luftwaffe (armée de l'air)
- General der Fallschirmtruppe pour les unités parachutistes
- General der Jagdflieger pour la chasse aérienne ; dans ce cas, il ne s'agit pas d'un grade mais d'une fonction d'inspection (sans commandement)[a]
- General der Flieger pour les unités aériennes (sans précision)
- General der Flakartillerie pour la défense antiaérienne
- General der Luftnachrichtentruppe pour les transmissions dans l'armée de l'air
- General der Luftwaffe pour l'armée de l'air, de manière non précise

## Liste des officiers ayant porté ce grade
| Nom                           | Dates (naissance-mort) | Promotion          | Dernière fonction exercée | Fin d'activité    |
| ----------------------------- | ---------------------- | ------------------ | --- | ----------------- |
| Ludwig von Schröder (de)      | 1884-1941              | 1er avril 1939     | Militärbefehlshaber Serbien | † 28 juillet 1941 |
| Karl von Roques               | 1880-1949              | 30 juin 1939       | Präsident des Reichsluftschutzbundes (Verleihung des Charakters als General der Flakartillerie bei der Verabschiedung)            | 31 mars 1943      |
| Friedrich Hirschauer (de)     | 1883-1979              | 1er août 1939      | Präsident des Reichsluftschutzbundes                                                                                              | 30 avril 1945     |
| Camillo Ruggera (de)          | 1885-1947              | 1er décembre 1940  | Inspekteur der Wehrersatzinspektion Düsseldorf                                                                                    | 30 novembre 1942  |
| Hugo Grimme (de)              | 1872-1943              | 1er janvier 1941   | General der Flakartillerie beim Reichsminister der Luftfahrt und Oberbefehlshaber der Luftwaffe (General der Flakartillerie z.V.) | 31 mai 1943       |
| Emil Zenetti (de)             | 1883-1945              | 1er février 1941   | Kommandierender General und Befehlshaber im Luftgau VII (München)                                                                 | mai 1945          |
| August Schmidt (de)           | 1883-1955              | 1er juillet 1941   | Kommandierender General des Flak-Korps z.b.V. (de)                                                                                | mai 1945          |
| Alfred Haubold (de)           | 1887-1969              | 1er octobre 1941   | Kommandierender General und Befehlshaber im Luftgau III (Berlin)                                                                  | 30 septembre 1943 |
| Eugen Weissmann (de)          | 1892-1951              | 1er juin 1942      | Kommandierender General und Befehlshaber im Luftgau Westfrankreich                                                                | 30 avril 1945     |
| Friedrich Heilingbrunner (de) | 1891-1977              | 1er juillet 1942   | Kommandierender General und Befehlshaber im Luftgau XII (Wiesbaden)                                                               | 28 février 1945   |
| Gerhard Hoffmann              | 1887-1969              | 1er décembre 1942  | Kommandierender General und Befehlshaber im Luftgau III (Berlin)                                                                  | 30 avril 1945     |
| Job Odebrecht (de)            | 1892-1982              | 1er décembre 1942  | Kommandierender General des II. Flakkorps                                                                                         | mai 1945          |
| Otto Wilhelm von Renz (de)    | 1891-1961              | 1er février 1943   | Kommandierender General des V. Flakkorps (de)                                                                                     | mai 1945          |
| Helmut Richter (de)           | 1891-1977              | 1er février 1944   | Kommandierender General der Flakartillerie beim Oberbefehlshaber der Westbefestigungen                                            | mai 1945          |
| Walther von Axthelm           | 1893-1972              | 1er avril 1944     | General der Flak-Ausbildung | mai 1945          |
| Richard Reimann (de)          | 1892-1970              | 2 août 1944        | Kommandierender General des I. Flak-Korps (de)                                                                                    | mai 1945          |
| Heinrich Burchard (de)        | 1893-1945              | 1er septembre 1944 | General der Flakartillerie z.b.V. beim Reichsmarschall                                                                            | † 11 avril 1945   |
| Wolfgang Pickert (de)         | 1897-1984              | 1er mars 1945      | General der Flakwaffe (de) im Oberkommando der Luftwaffe                                                                          | mai 1945          |